# Ferruccio Stefenelli
Ferruccio Stefenelli (Trento, 9 luglio 1898 – Mezzolombardo, 11 maggio 1980) è stato un militare e diplomatico italiano, decorato di Medaglia d'oro, Medaglia d'argento, Medaglia di bronzo al valor militare e della Croce al merito di guerra durante il corso della prima guerra mondiale.

## Biografia
Nacque a Trento, allora parte dell'Impero austro-ungarico, il 9 luglio 1898, figlio di Giuseppe, irredentista e direttore del quotidiano liberale “Alto Adige” (dal 1906 al 1914), e di Maria Ranzi, cugina di Guglielmo Ranzi, ideatore e promotore del Monumento a Dante a Trento.
Appena iniziato a frequentare la scuola media, per sottrarsi alla persecuzione della polizia austriaca, lasciò con la famiglia la casa natale, riparando in Italia, dove il padre venne assunto come funzionario per gli affari civili, presso il comando del Regio Esercito di Firenze.
Durante la grande guerra si arruolò volontario e, dopo aver frequentato la Scuola ufficiali, venne assegnato al battaglione "Moncenisio" del 3º Reggimento alpini ed impiegato in prima linea con il nome di guerra di Giuseppe Gennari, nonostante il divieto di tale servizio per gli irredenti emanato dal Ministero della Guerra, dopo il sacrificio di Cesare Battisti. Durante l’attacco del 19 giugno 1917 sull'Ortigara, viene ferito e successivamente decorato di una Medaglia d'argento al valor militare. Ricoverato all'ospedale per due mesi, dopo essersi rimesso viene mandato nuovamente in azione sul Monte Tomba, dove il 28 novembre dello stesso anno viene decorato di una Medaglia di bronzo al valor militare. Pochi giorni dopo, il 16 dicembre, durante un combattimento sul Col Caprile rimane nuovamente ferito ed è fatto prigioniero. 
Curato negli ospedali militari di Primolano, Pergine Valsugana e Trento, venne trasferito nel campo di prigionia di Nagymegyer, in Ungheria e liberato al termine del conflitto. Per tutta la durata della detenzione riuscì a nascondere la propria identità che, quale irredento, avrebbe significato per lui la condanna a morte per impiccagione che gli austriaci riservavano ai traditori della Patria.
Dopo la fine della guerra fu uno dei quattro soldati (un alpino - lui-, un marinaio, un aviatore e un fante) cui fu concesso l'onore di portare a spalle la bara del Milite Ignoto all'Altare della Patria a Roma. Nel 1920 costituì, e presiedette, a Trento il Comitato per la fondazione della locale sezione dell’Associazione Nazionale Alpini e dopo il 18 luglio dello stesso anno, formata la Sezione, ne fu primo Vicepresidente
e segretario. Continuò la carriera militare fino al 1927, quando fruendo della legge che autorizzava l'eccezionale ammissione nel ruolo consolare per gli eroi di guerra, iniziò la carriera diplomatica, che lo porterà a ricoprire importanti incarichi in Africa, Oceania ed Asia come viceconsole, console, console generale e ambasciatore d'Italia.
Fu l’ultimo podestà della concessione italiana di Tientsin in Cina. 
Si spense a Mezzolombardo l'11 maggio 1980.